# Ismaël Diomandé
Ismaël Tiémoko Diomandé (Abidjan, 1992. augusztus 28. –) elefántcsontparti válogatott labdarúgó, jelenleg a török Çaykur Rizespor játékosa. Posztját tekintve középpálsás.

## Sikerei, díjai
Saint-Étienne
- Francia ligakupagyőztes (1): 2012–13

Elefántcsontpart
- Afrikai nemzetek kupája (1): 2015

## Külső hivatkozások
- Ismaël Diomandé a national-football-teams.com honlapján